# Lydia Boylan
Lydia Boylan (Dublino, 19 luglio 1987) è un'ex pistard ed ex ciclista su strada irlandese, medaglia d'argento nella corsa a punti su pista ai Mondiali 2019 e tre volte campionessa nazionale in linea su strada.

## Palmarès

### Strada
- 2015 (WCC Centre, una vittoria)

Campionati irlandesi, Prova in linea Elite
- 2016 (IBCT, una vittoria)

Campionati irlandesi, Prova in linea Elite
- 2017 (IBCT, due vittorie)

4ª tappa Setmana Ciclista Valenciana (Valencia > Valencia)
Campionati irlandesi, Prova in linea Elite

### Pista
- 2011

Campionati irlandesi, Velocità
- 2013

Campionati irlandesi, 500 metri a cronometro
- 2014

Campionati irlandesi, 500 metri a cronometro
Campionati irlandesi, Scratch
- 2017

Campionati irlandesi, Scratch
- 2018

Campionati irlandesi, Omnium
Campionati irlandesi, Scratch
- 2019

Campionati irlandesi, Omnium
Campionati irlandesi, Americana (con Autumn Collins)
- 2022

Campionati irlandesi, Omnium

## Piazzamenti

### Competizioni mondiali
- Campionati del mondo su pista

Saint-Quentin-en-Yvelines 2015 - Inseguimento a squadre: 16ª
Londra 2016 - Scratch: 20ª
Londra 2016 - Inseguimento a squadre: 9ª
Hong Kong 2017 - Omnium: 9ª
Hong Kong 2017 - Americana: 10ª
Apeldoorn 2018 - Omnium: 17ª
Apeldoorn 2018 - Americana: 9ª
Pruszków 2019 - Americana: 9ª
Pruszków 2019 - Corsa a punti: 2ª
Berlino 2020 - Omnium: 13ª
Berlino 2020 - Americana: 11ª
- Campionati del mondo su strada

Bergen 2017 - In linea Elite: ritirata

### Competizioni europee
- Campionati europei su pista

Baie-Mahault 2014 - Corsa a punti: 22ª
Baie-Mahault 2014 - Inseguimento a squadre: 8ª
Baie-Mahault 2014 - Scratch: 20ª
Grenchen 2015 - Inseguimento a squadre: 8ª
Grenchen 2015 - Omnium: 16ª
Saint-Quentin-en-Yvelines 2016 - Inseguimento a squadre: 8ª
Saint-Quentin-en-Yvelines 2016 - Scratch: 14ª
Saint-Quentin-en-Yvelines 2016 - Omnium: 6ª
Saint-Quentin-en-Yvelines 2016 - Americana: 7ª
Berlino 2017 - Corsa a eliminazione: 12ª
Berlino 2017 - Omnium: 8ª
Berlino 2017 - Americana: 2ª
Glasgow 2018 - Omnium: 5ª
Glasgow 2018 - Americana: 8ª
Apeldoorn 2019 - Omnium: 16ª
Apeldoorn 2019 - Americana: 8ª
- Campionati europei su strada

Herning 2017 - In linea Elite: 37ª
- Giochi europei

Minsk 2019 - Corsa a punti: 11ª
Minsk 2019 - Americana: 5ª